# Larisa Tsagarajeva
Larisa Tsagarajeva, född den 4 oktober 1958 i Moskva, Ryssland, är en sovjetisk fäktare som tog OS-silver i damernas lagtävling i florett i samband med de olympiska fäktningstävlingarna 1980 i Moskva.